# Scholastika Anderallmend
Scholastika Anderallmend (Luzern, 29 september 1647 - Olsberg, 1 december 1722) was een Zwitserse textielkunstenares.

## Biografie
Scholastika Anderallmend was een dochter van Nikolaus Anderallmend, een luitenant uit Lotharingen die Vogteischreiber (secretaris) was in Beromünster. In 1665 trad zij toe tot het cisterciënzerklooster van Olsberg. Ze werd al snel beroemd om haar fijne borduurwerk gemaakt met gouddraad. Zo maakte ze de reliekhouders van de kloosters van Rathausen, Sankt Urban en Lucelle. Ze leverde tevens borduurwerk aan haar broer Mauriz Anderallmend in Beromünster en aan de kloosters van Wettingen, Gnadenthal, Muri, Hermetschwil en Mariastein. Tussen 1667 en 1710 maakte hij een groot aantal borduurmotieven en gewaden. De zeer gestileerde motieven van haar creaties bestonden uitsluitend uit bloemen. Als materialen gebruikte ze geschoren zijde, goud- en zilverdraad, veel parels en granaatstenen.